# Governo do Sul da Rússia
Governo do Sul da Rússia (em russo:  Правительство Юга России, transl. Pravitel'stvo Yuga Rossii) foi um governo do Movimento Branco estabelecido em Sebastopol, Crimeia, em abril de 1920.
Foi o sucessor do Governo Sul-Russo do General Anton Denikin estabelecido em fevereiro de 1920.
O General Piotr Wrangel era o pravitel' (правитель, "governante")  enquanto o chefe do próprio governo era o presidente do Conselho de Ministros, Alexandre Krivoshein, com Piotr Struve servindo como Ministro das Relações Exteriores. O Governo adotou oficialmente o nome de "Governo do Sul da Rússia" em 16 de agosto de 1920, e controlava a área da Gubernia de Taurida do antigo Império Russo, ou seja, a Península da Crimeia e áreas adjacentes do continente.
O Governo do Sul da Rússia recebeu assistência das potências aliadas, incluindo a França (que o reconheceu em agosto de 1920) e os Estados Unidos, bem como da recém-independente Polônia. No entanto, o apoio estrangeiro gradualmente secou, de modo que as ofensivas das antigas Forças Armadas do Sul da Rússia e do Exército Voluntário, agora chamado de Exército Russo, falharam no norte de Taurida.
No início de novembro, com a Operação Perekop-Chongar, os bolcheviques conquistaram vitórias decisivas e entraram na Crimeia propriamente dita. Entre 7 e 17 de novembro, rompeu as defesas do exército russo no istmo de Perekop, cruzando o Sivash e capturando a península lituana, a muralha turca fortificada, Yushun e as posições de Chongar. Depois de romper em Perekop, a frente avançou para a Crimeia. Wrangel iniciou uma evacuação de 146.000 pessoas para Constantinopla com os últimos barcos partindo em 16 de novembro. Com esta retirada, os remanescentes finais das forças brancas na Rússia européia foram derrotados.